# Дан (Библия)
Дан (ивр. דָּן‎, Dan, Dān — «судья») — в Библии пятый из двенадцати сыновей патриарха Иакова, родившийся от Валлы, служанки Рахили; родоначальник одного из Колен Израилевых.

## Этимология
Согласно Книге Бытия, имя Дан происходит от дананни — «судил мне Бог», означающее, что по вере Рахиль она получила ребёнка в результате решения Бога (Быт. 30:6).

## Колено Даново

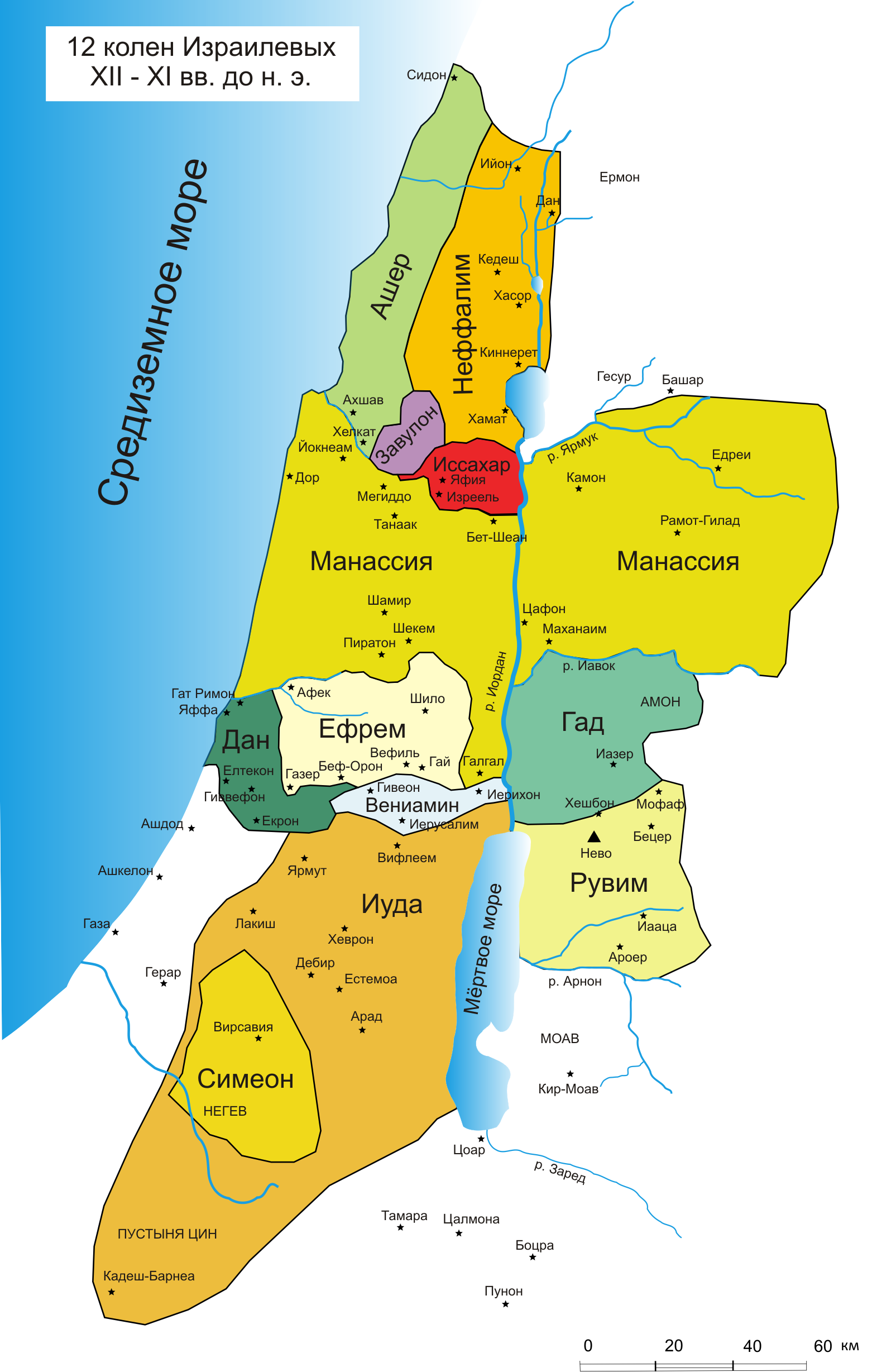
Колена Израилевы. Большинство названий дано в варианте Русского Синодального перевода.

От Дана в Египте произошло колено, которое во времена исхода из Египта насчитывало 62700 человек (Чис. 1:39).
По гипотезе И. Ядина, племя Дана было греческого происхождения — данайцами, которые позднее присоединилось к израильскому союзу племён.
Данитяне отличались хитростью и коварством, но из них выходили замечательные художники.
Художник Аголиав сын Ахисамахов был назначен Богом в помощники Веселеилу для строительства Скинии — походного Храма израильтян на пути из Египта в Землю обетованную. По завоевании Ханаана Данову колену был дан сравнительно небольшой, но плодородный удел на берегу Средиземного моря в районе Яффы (Нав. 19:46). Из Данова племени происходил богатырь Самсон, сражавшийся с филистимлянами (Суд. 13:2).
Стеснённые в своих владениях филистимлянами, данитяне вынуждены были искать себе нового места для поселения. Значительная их часть двинулась на север, где они захватили город и назвали его Дан, ставший впоследствии крайним северным пунктом земли Израильской.
Северная колония Данова колена завязала тесные торгово-промышленные отношения со своими соседями, финикийцами. Царь Соломон назначил (965 до н. э.) знаменитого художника Хирама, происходившего по матери из Данова колена, строителем Иерусалимского Храма.
Жившие вдали от общеизраильского духовного центра данитяне устроили в своем городе собственное святилище. Впоследствии израильский царь Иеровоам I (928 до н. э. — 907 до н. э.) превратил его в культ золотого тельца.

## Почитание в Православии

Праотцы Гад и Дан (справа). Фреска Дионисия из Ферапонтова монастыря

В Православии почитается в сонме святых как один из праотцов. Память о нём совершается в Неделю святых праотец (предпоследнее воскресенье перед праздником Рождества Христова).

## Библейские упоминания и антихрист
В Книге Судей Дан описывается непокорным, не придерживающимся правил; в книге Иеремии, север Ханаана ассоциировался с тьмой и злом (Иер. 1:14); раввинские источники рассматривают Дана как архетип зла. В апокрифе «Заветы двенадцати Патриархов» Дан изображается ненавидящим Иосифа, придумавшим обмануть Иакова, измазав одежду Иосифа кровью ягнёнка. В апокрифе Молитва Асенефы Дан изображается как заговорщик с египетским наследным принцем, против Иосифа и Асенефыа.
В предсмертном благословении Иаков говорит: «Дан будет судить народ свой, как одно из колен Израиля; Дан будет змеем на дороге, аспидом на пути, уязвляющим ногу коня, так что всадник его упадет назад» (Быт. 49:16-17). Называние Дана «змеем» интерпретируют как связь Дана с Белиалом (например).
Ранние христианские писатели, такие как Ириней Лионский и Ипполит Римский верили, что антихрист придет из колена Данова. Книга Иеремии упоминает храп лошадей всадников Апокалипсиса из колена Дана (Иер. 8:16).
Апостол Иоанн Богослов опускает колено Даново при упоминании 12 колен сынов Израилевых, которые спасутся в Конце Света (Откр. 7:5—8). Возможно, это свидетельство недостоинства Дана. Вместо Дана упоминается колено Манассиево.